# Electroshock
Free è il quinto album discografico in studio della cantante belga Kate Ryan, pubblicato nel 2012.

## Tracce
1. Lovelife – 3:42 (Wolfgang Schroedl, Paul Drew, Greig Watts, Pete Barringer, Georgie Dennis)
2. Believer – 3:26 (Kate Ryan, Anders Hansson, Felix Persson, Märta Grauers)
3. Broken (feat. Narco) – 3:30 (Kate Ryan, Anders Hansson, Negin Djafari)
4. Robots – 3:26 (Pascal Languirand, Greig Watts, Paul Drew, Pete Barringer)
5. Crazyville – 3:28 (Sarah West, Ketil Schei, Mats Lie Skaare)
6. Walk to the Beat – 3:04 (Adrian Zagoritis, Jukka Immonen)
7. Electroshock – 3:08 (Adrian Zagoritis, Torsten Stenzel, Angela Heldmann)
8. One More Time – 3:11 (Ian Curnow, Paul Drew, Greig Watts, Pete Barringer, Paul Clarke, Matt Lee)
9. Running Away – 3:20 (Ian Curnow, Paul Drew, Greig Watts, Pete Barringer, Paul Clarke, Matt Lee, Lisa Marie Keegan)
10. Madness – 3:44 (Kate Ryan, Anders Hansson, Negin Djafari)
11. Leave It Alone – 3:05 (Kate Ryan, Anders Hansson, Sharon Vaughn)
12. Everytime – 3:23 (Anders Hansson, Negin Djafari)
13. Little Braveheart (feat. Charlotte Perrelli) – 3:29 (Fredrik Kempe, Alexander Jonsson)
14. Run Away (feat. Tim Berg) – 2:56 (Tim Bergling, Oliver Ingrosso, Otto Jettmann)